# Schwäbische Grammatik
Das Schwäbische verfügt über eine deutlich erkennbare eigene Grammatik. Nach außen hin markiert diese einen klaren Unterschied zum Standarddeutschen. Nach innen hinein erweist sie sich als einheitliche Grundlage des ganzen schwäbischen Sprachgebiets. Im Übrigen teilt das Schwäbische viele Elemente seiner Grammatik (nicht der Phonetik!) auch mit den anderen Dialekten des gesamten oberdeutschen Sprachgebiets. Nachfolgend sind nur einige Grundregeln dargestellt. Auf Ausnahmen und lokal begrenzte Besonderheiten wird der Übersichtlichkeit halber verzichtet.
Für viele grammatikalische Erscheinungen des Schwäbischen gilt, dass sie keine speziell schwäbischen Eigenheiten sind. Sie gehören zu den im gesamten oberdeutschen Sprachraum vorkommenden Gemeinsamkeiten – sofern der hochdeutsche Sprachdruck sie nicht zerstört hat. Dazu zählt z. B. die Verwendung des Verbums tun („ich täte“) als viertes Hilfsverb und die Verwendung des zusammengesetzten Perfekts als Hauptform der Vergangenheit. Ebenso ist ein vom Hochdeutschen unterschiedenes Geschlecht bei Substantiven oft nicht nur schwäbisch, sondern ursprünglich gemeinsam oberdeutsch.

## Deklination

### Fälle

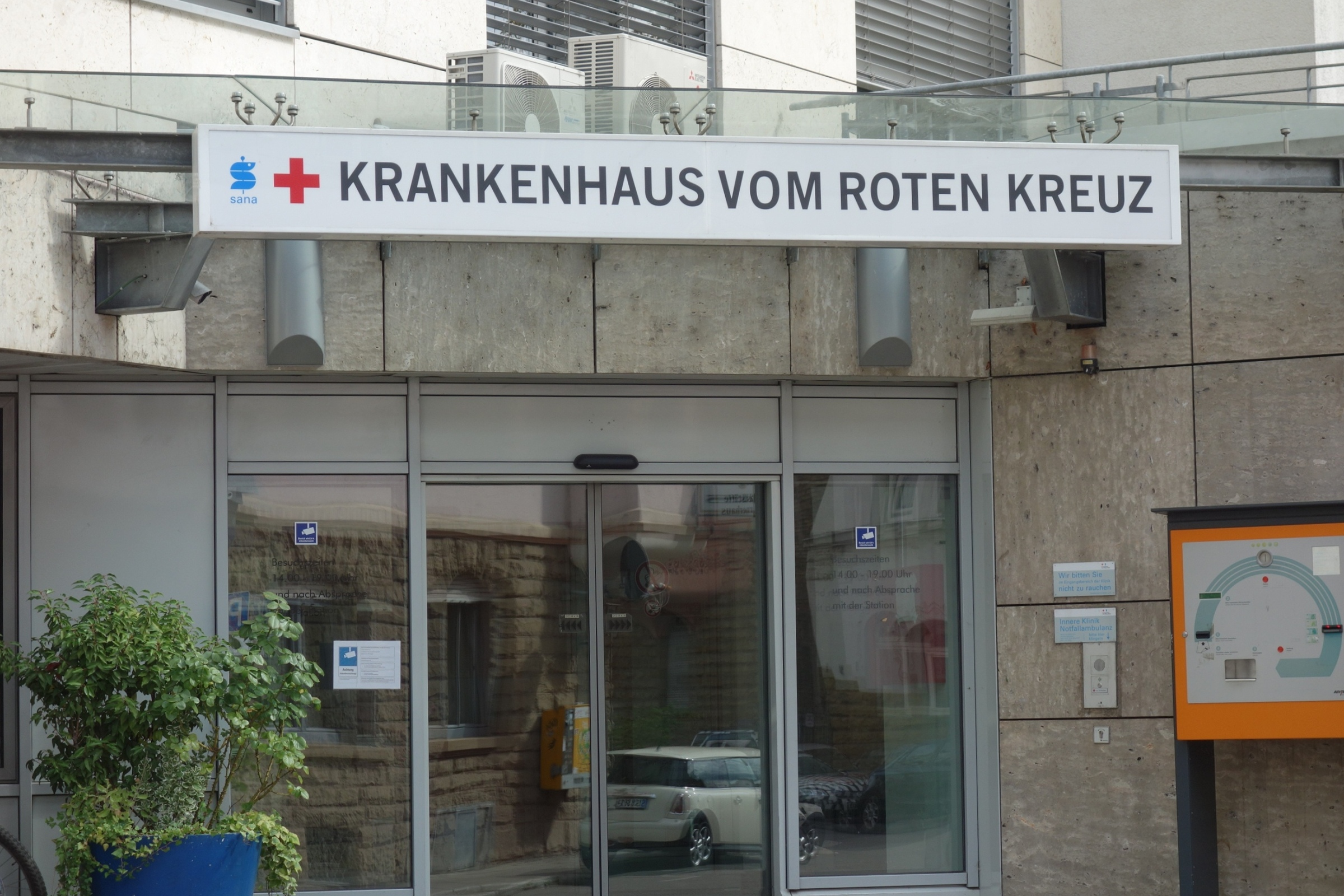
„Schwäbischer Genitiv“ als
Dativ-Umschreibung: „vo-Genitiv“
gesehen in Stuttgart

Das Schwäbische kennt nur drei Fälle: Nominativ, Dativ und Akkusativ. Der Genitiv kommt nur noch in wenigen feststehenden Formulierungen vor und ist nicht mehr lebendig. An seiner Stelle benutzt das Schwäbische zwei verschiedene Konstruktionen, um Zugehörigkeit auszudrücken. Es gibt
1. die Dativ-Umschreibung bei Personen und Tieren: Maem Vaddr sae Hemed (Meinem Vater sein Hemd = Das Hemd meines Vaters). Häufiger ist
2. der vo-Genitiv bei Dingen: D Rädor vo maem Audo (Die Räder von meinem Auto = Die Räder meines Autos)

Nominativ und Akkusativ lauten bei Substantiven fast immer gleich. Klare Unterschiede zwischen Nominativ und Akkusativ finden sich dagegen bei den Personalpronomen, z. Bsp. (Nom./Akk.) i/mi, du/di, mir/ons (dt. ich/mich, du/dich, wir/uns) und bei Adjektiven, sowie bei den männlichen Singularformen von Demonstrativpronomen z. Bsp. där/denn, sällor/sälla (dt. dieser/diesen, jener/jenen). Die Unterschiede in der Aussprache der Personalpronomen in den einzelnen Regionen des Schwäbischen Sprachgebiets, z. Bsp. ons/aos/aes, uich/eich (dt. uns, euch) sind phonetische, nicht aber grammatikalische Varianten.

### Plural und Diminutiv
Pluralformen werden auf vier verschiedene Arten gebildet.
a) Plural ohne Endung:
Diesen Plural haben alle Wörter, deren Plural deutsch mit -e und mit -s gebildet wird. Er kommt besonders häufig bei männlichen Substantiven vor. Der Wortstamm wird dabei etwas häufiger als im Deutschen umgelautet, z. B. Daag/Dääg (Tag), Waaga/Wääga (Wagen), wodurch Singular und Plural unterscheidbar werden. Sofern diese Worte im Plural keinen Umlaut besitzen, bleiben Singular und Plural identisch.
Beispiele (deutsch -e): Disch/Disch (Tisch), Fuaß/Fiaß (Fuß), Boom/Beem (Baum)
Beispiele (deutsch -s): Audo/Audo (Auto), Radio/Radio, Uhu/Uhu.
b) Plural mit der Endung -a (unbetontes nasaliertes a):
Hier finden sich diejenigen Wörter, die deutsch den Plural mit -en bilden. Diese Pluralbildung kommt besonders häufig bei weiblichen Substantiven vor.
Beispiele: Frao/Fraoa (Frau), Sach/Sacha (Sache), Dasch/Dascha (Tasche).
c) Plural mit der Endung -ena:
Diese Pluralbildung hat im Deutschen keine reguläre Entsprechung. Sie ist bei einigen Worten weiblichen Geschlechts regelhaft, ihr Gebrauch dehnt sich aber gelegentlich auch auf weitere weibliche Wörter aus. Möglicherweise wird dies begünstigt durch den Einfluss des weiblichen Plurals in Worten wie Beire/Beirena (Bäuerin), Segredäre/Segredärena (Sekretärin) usw.
Beispiele für feste Verwendung: Kuche/Kuchena (Küche), Schual/Schualena (Schule)
Hierher gehören auch die zweisilbigen weiblichen Worte, die im Singular (er ist im Schwäbischen zuallermeist endungslos!) die feste Endung -e aufweisen.
Beispiele: Schdregge/Schdreggena (Strecke), Bråede/Bråedena (Breite), Leenge/Leengena (Länge), Fleche/Flechena (Fläche) u. a. m.
Beispiele für schwankende Verwendung: Schduub/Schduuba und Schduubena (Wohnzimmer), Dräbb /Dräbba und Dräbbena (Treppe)
d) Plural mit der Endung -or:
Diese Pluralbildung entspricht der deutschen auf -er. Sie klingt im Schwäbischen nach -or. Diese Pluralbildung kommt besonders häufig bei sächlichen Substantiven vor. Sie umfasst im Schwäbischen einige Wörter mehr als im Deutschen.
Beispiele (deutsch -er): Holz/Helzor, Bridd/Briddor (Brett), Dach/Dechor
Beispiele für weitere Verwendung: Hefd/Hefdor (Heft), Hemed/Hemedor (Hemd)
e) Diminutiv: Es wird durch Anhängen der Endungen -le (Singular) und -la (Plural) gebildet. Somit wird im Diminutiv zwischen Singular und Plural unterschieden, während bei den standarddeutschen Bildungen auf -lein bzw. -chen Singular- und Pluralform undifferenziert sind. Die Endung wird direkt an den Wortstamm angehängt. Wird der Plural mit einem Umlaut im Wortstamm gebildet, dann bleibt dieser auch im Diminutiv erhalten.
Beispiel (Sg./Pl./Dim.): Volg /Velgor/Velgle (Volk)
Besitzt schon der Singular eine Endung, wird auch hier die Diminutivendung direkt an den Wortstamm angehängt. Bei den Singularendungen auf -l (deutsch -el) und -a (deutsch -en) wird zusätzlich ein Schwa-Laut zwischen Stamm und Diminutivendung eingefügt.
Beispiele (Sg./Pl./Dim.): Bronna/Bronna/Brennale (Brunnen); Schlissl/Schlissl/Schlissele (Schlüssel).

### Genusunterschiede Schwäbisch/Deutsch
Es gibt ca. 70 Substantive, die im klassischen Schwäbisch ein anderes Geschlecht haben als im Standarddeutschen. Viele dieser Substantive tauchen in gleicher Weise auch im Bairischen auf; ihr anderes Geschlecht ist somit keine nur schwäbische Eigenart, sondern stellt eine großräumigere gesamtoberdeutsche Gemeinsamkeit dar.

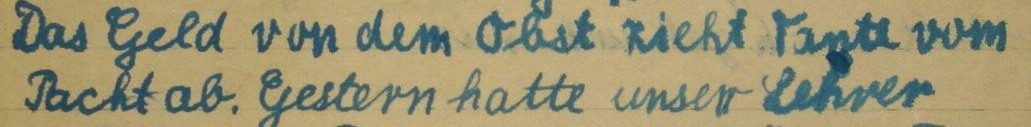
Aus dem Brief einer schwäbischen Schülerin vom Jahr 1943: Auch das Wort „Pacht“ hat ein männliches Genus

Die häufigste Variation ist ein männliches statt weibliches Geschlecht. In der Regel hat das Schwäbische hier das altdeutsche männliche Genus erhalten, hat also sprachgeschichtlich gesehen Recht. Das standarddeutsche weibliche Genus dagegen ist in den allermeisten Fällen eine Neubildung.
Am bekanntesten ist die Differenz d'r Budder zu die Butter. Es gibt aber auch weitere sehr geläufige Abweichungen wie d'r Schogglad (Schokolade), d'r Bagga (die Backe, der Backen), d'r Färsa (Ferse), d'r Karra (die Karre, der Karren), d'r Sogga (die Socke, der Socken), d'r Zwibl (Zwiebel), d'r Heischrägg (die Heuschrecke, regional der Heuschreck) usw. Auch Ziffern haben klassisch ein männliches statt weibliches Geschlecht: Dor Oeser, Zwåeor, Dreior (der Einser, Zweier, Dreier) usw. Ebenso Zahlen, wenn sie als Nummern gebraucht werden, etwa als Nummer einer Buslinie.
Moderne Süßgetränke haben im Schwäbischen (und im ganzen süddeutschen Sprachraum verbreitet) ein sächliches statt weibliches Geschlecht:
das Spezi, das Cola, das Fanta u. ä. m.
Etwas weniger häufig sind Variationen zwischen männlichem und sächlichem Geschlecht:
s Deller (der Teller) und umgekehrt dor Virus (das, auch der Virus). Klassisch haben auch Buchstaben ein männliches statt sächliches Geschlecht: Dor A, dor B, dor C usw., was aber durch den standarddeutschen und schulischen Sprachdruck weitgehend zerstört worden ist.

## Artikel und Pronomen
Bei der Bildung der Artikel und Pronomen ergeben sich große Unterschiede zum Hochdeutschen.

### Der unbestimmte Artikel
Die Grammatik des unbestimmten Artikel ist im ganzen schwäbischen Sprachgebiet einheitlich. Dennoch ist die Aussprache der einzelnen Formen regional sehr unterschiedlich. Dies hängt damit zusammen, dass alle Formen des unbestimmten Artikels unbetont sind. Deshalb werden die Vokale nur leicht ausgesprochen und können in ihrer Klangfarbe (a/e/o) stark variieren.

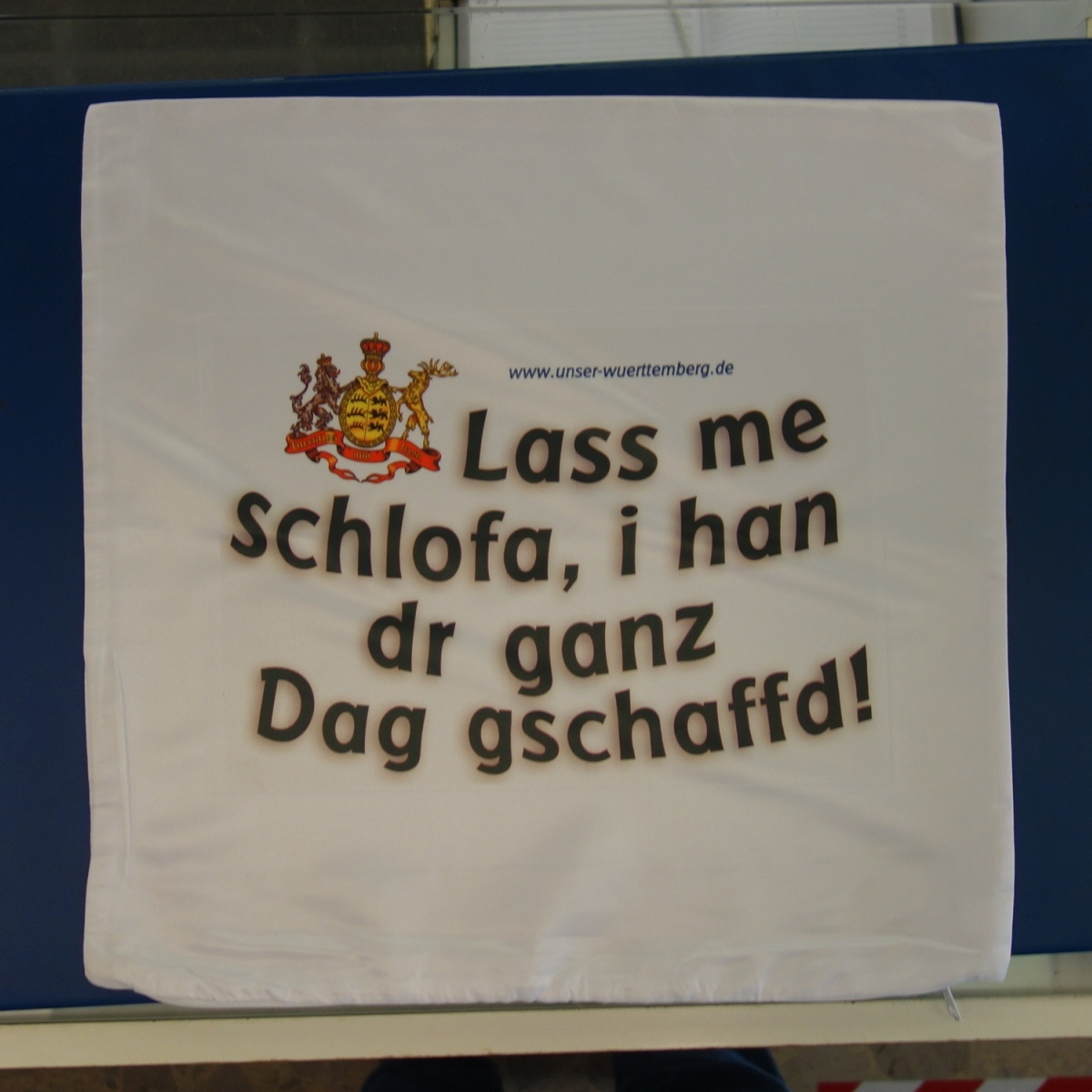
Kopfkissenbezug: „i han dr ganz Dag gschaffd“ (ich habe den ganzen Tag gearbeitet). Der Akk. mask. Sg. des best. Artikels ist an den Nom. angeglichen

| Kasus     | männlich   | weiblich | sächlich  | Plural             |
| --------- | ---------- | -------- | --------- | ------------------ |
| Nominativ | a Mã       | a Frao   | a Kend    | - Leid (dt. Leute) |
| Akkusativ | onn/ann Mã | a Frao   | a Kend    | - Leid             |
| Dativ     | emma Mã    | ära Frao | emma Kend | - Leid             |

### Der bestimmte Artikel
| Kasus               | männlich | weiblich   | sächlich | Plural         |
| ------------------- | -------- | ---------- | -------- | -------------- |
| Nominativ/Akkusativ | d(o)r Mã | d Frao     | s Kend   | d Leid (Leute) |
| Dativ               | em Mã    | d(o)r Frao | em Kend  | de Leid        |

Im Südwestschwäbischen ist im Nom. Sg. Mask. der Aussprachevokal „o“ vor „r“ völlig geschwunden. Die hier angemessene Schreibweise „dr“ wird gerne auch von Mundartautoren der anderen Regionen übernommen, obwohl dort der Aussprachevokal gut erhalten und hörbar geblieben ist.

Das Südwestschwäbische gebraucht mit „da“ für den Akk. Sg. Mask. eine vom nom sg masc „dr“ unterschiedene Form.

### Das Demonstrativpronomen I
Das Demonstrativpronomen I bezeichnet in der Nähe befindliche Personen, Tiere oder Gegenstände.
Es wird fast immer in Verbindung mit einem nachgestellten då (dt. hier) gebraucht, also: där Mã då, dui Frao då usw.
Regional wird es durch das Demonstrativpronomen III ersetzt.
| Kasus     | männlich     | weiblich  | sächlich       | Plural           |
| --------- | ------------ | --------- | -------------- | ---------------- |
| Nominativ | där Mã       | dui Frao  | dees Kend      | dia Leid         |
| Akkusativ | denn Mã      | dui Frao  | dees Kend      | dia Leid         |
| Dativ     | demm/däam Mã | dära Frao | demm/däam Kend | denne/däane Leid |

### Das Demonstrativpronomen II
Das Demonstrativpronomen II bezeichnet vom Sprecher entfernte Personen, Tiere oder Gegenstände.
| Kasus     | männlich  | weiblich       | sächlich    | Plural     |
| --------- | --------- | -------------- | ----------- | ---------- |
| Nominativ | sällor Mã | sälla Frao     | säll Kend   | sälle Leid |
| Akkusativ | sälla Mã  | sälla Frao     | säll Kend   | sälle Leid |
| Dativ     | sällem Mã | säll(o)ra Frao | sällem Kend | sälle Leid |

Die mit diesem Demonstrativpronomen verwandten Adverbien, wie z. B. sällmål (damals, zu jener Zeit) oder „sält“ (dort) drücken eine zeitliche oder räumliche Entfernung aus.

### Das Demonstrativpronomen III
Dieses Demonstrativpronomen kommt regional im Südwestschwäbischen Bereich vor.

Es hat dort die gleiche Bedeutung „dieser“ wie das Demonstrativpronomen I.

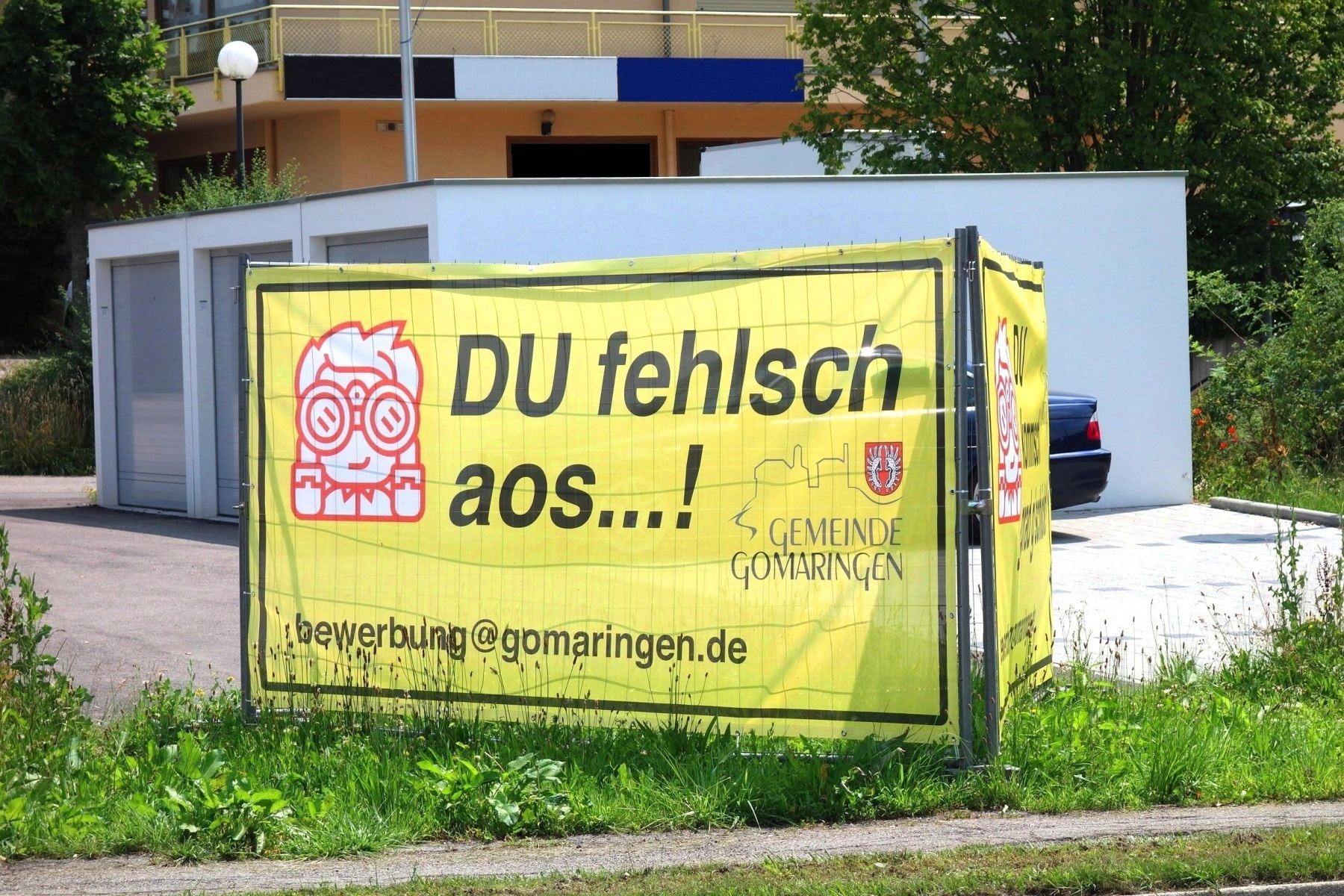
Die schwäbische Gemeinde Gomaringen Krs. Tübingen wirbt um Auszubildende: „Du fehlsch aos!“ Du fehlst uns!

| Kasus     | männlich          | weiblich          | sächlich            | Plural        |
| --------- | ----------------- | ----------------- | ------------------- | ------------- |
| Nominativ | äner/eaner Mã     | äne/eane Frao     | änes/eanes Kend     | äne/eane Leid |
| Akkusativ | äna/eana Mã       | äne/eane Frao     | änes/eanes Kend     | äne/eane Leid |
| Dativ     | ä(ne)m/ea(ne)m Mã | änârâ/eanârâ Frao | ä(ne)m/ea(ne)m Kend | äne/eane Leid |

### Personal- und Possessivpronomina
Hinweise: 
 1. Vor dem Schrägstrich (/) stehen die Vollformen, nach dem Schrägstrich stehen die enklitischen (unbetonten) Formen. 
 Da die enklitischen Formen immer an ein vorausgehendes Wort angehängt werden, ist vor sie ein Bindestrich (-) gesetzt. 
 2. Folgt nach dem Schrägstrich ---, dann gibt es hier keine enklitische Form und es wird die Vollform gebraucht. 
 3. Kaum hörbare Vokale werden durch einen Bogen über dem Vokal gekennzeichnet (ă, ĕ und ŏ). 
Im Südwestschwäbischen entfallen die so gekennzeichneten Vokale ganz. 
 4. Sternchen (*) verweisen auf Anmerkungen direkt nach der Tabelle.
|                                      | 1. Pers. Sg. | 2. Pers. Sg. | 3. Pers. Sg. m. | 3. Pers. Sg. f. | 3. Pers. Sg. n. | 1. Pers. Pl.          | 2. Pers. Pl. | 3. Pers. Pl.   |
| ------------------------------------ | ------------ | ------------ | --------------- | --------------- | --------------- | --------------------- | ------------ | -------------- |
| Nominativ                            | i / -e       | du / -d      | ŏr, är* / -ŏr   | se, sui* / -se  | s, äs* / -s     | mir / -mŏr            | ir / -ŏr     | se, sia* / -se |
| Akkusativ                            | mi / -me     | di / -de     | een / -ĕn       | se, sui* / -se  | s / -s          | aos** / ---           | uich / ---   | se, sia* / -se |
| Dativ                                | mir / -mŏr   | dir / -dŏr   | eem / -ăm       | ira / -ŏra      | s / -s          | aos** / ---           | uich / ---   | eene / -ăna    |
|                                      |              |              |                 |                 |                 |                       |              |                |
| Possessivpronomen im Nom. Sg. u. Pl. | mae, maene   | dae, daene   | sae, saene      | ir, ire         | sae, saene      | aosŏr**,***, aosŏre** | uiŏr, uire   | ir, ire        |

(*) Diese Formen sind besonders stark betont. Sie werden an Stelle der normalen Vollform verwendet, wenn es um eine besonders deutliche Hervorhebung geht. Beispiel: „Sui hådd dees gschriba, edd är!“ (Sie hat das geschrieben, nicht er!). 
 (**) Im Südwestschwäbischen lauten die entsprechenden Formen: aes, aesr, aesre. Es handelt sich hierbei um phonetische Variationen, keine grammatikalischen. 
 (***) Im Mittelschwäbischen kommt auch die Singularform „aor“ (gesprochen wie „aowor“) vor, wohl als Analogiebildung zu „uiŏr“ (gesprochen „uijor“).

## Verbalformen

### Der Infinitiv Präsens
Der Infinitiv Präsens endet auf ein leichtes und nasaliertes „a“. Diese Endung ist aus der althochdeutschen Infinitivendung „an“ entstanden. Im Hochdeutschen ist das „a“ der Endung zu einem „e“ abgeschwächt worden, im Schwäbischen hat das „n“ die Nasalierung des vorausgehenden „a“ bewirkt und ist zugleich in ihm aufgegangen.
Beispiele: schreiba (schreiben), macha (machen), fenda (finden), hälfa (helfen) usw.
Das klassische Schwäbisch hat auch einige einsilbige Infinitive bewahrt, die es im Althochdeutschen gab, aber nicht mehr im Standarddeutschen gibt. Sie werden parallel zu den entsprechenden zweisilbigen Infinitiven gebraucht.
Beispiele: gao/ganga (gehen), schdao/schdanda (stehen), dra/draga (tragen), gäa/gäbba (geben), lao/lassa (lassen).

### Die Personalendungen

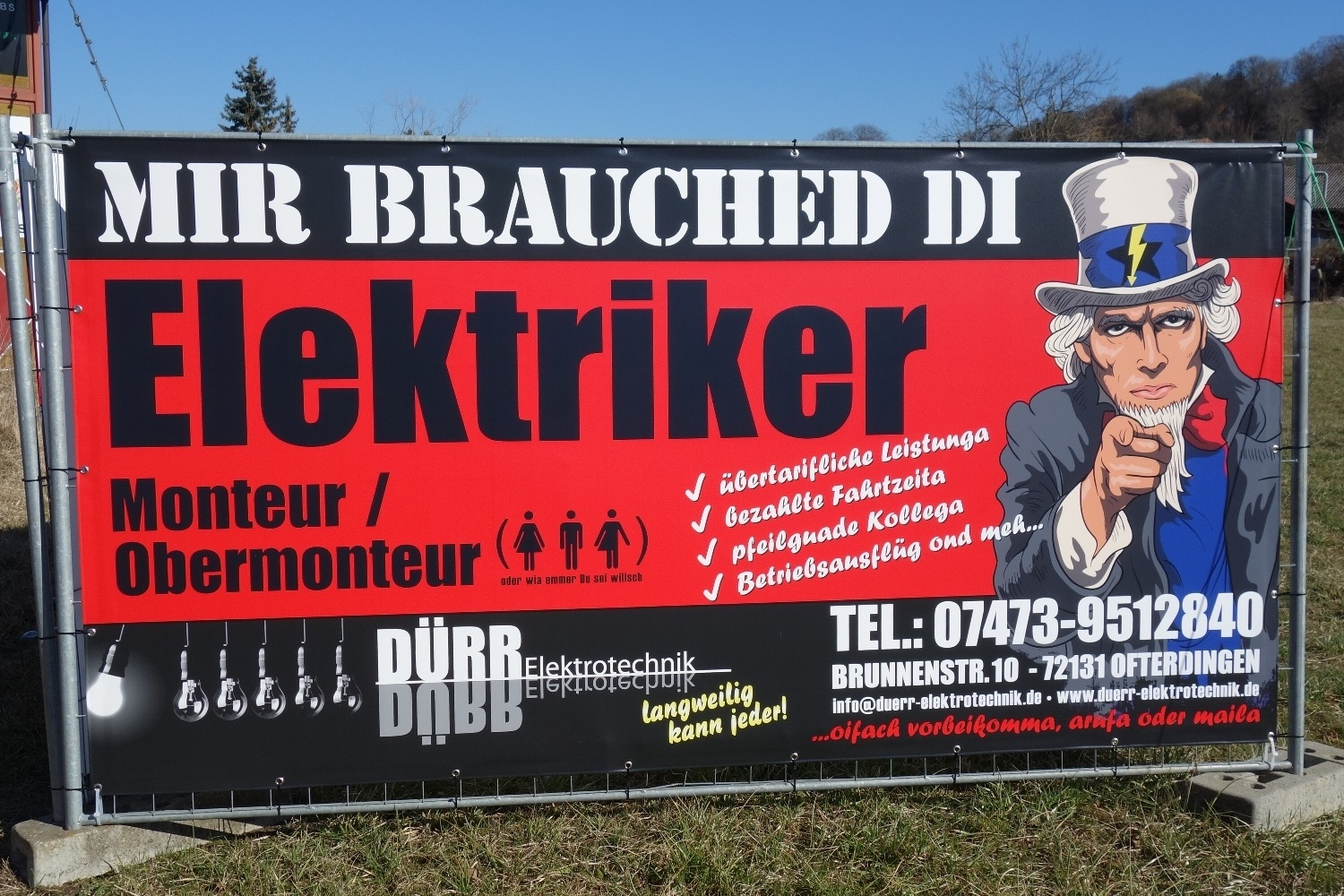
„Mir brauched di“ Wir brauchen dich - 1. Person Plural in Schwäbisch, gesehen in Ofterdingen Krs. Tübingen

Sie lauten im Indikativ: 
 a) Singular 1. Person - (endungslos), 2. Person -schd (klassisch) oder -sch (neuschwäbisch), 3. Person -d; 
 b) Plural für alle drei Personen einheitlich -ed
Beispiele: I schreib/mach, du schreibsch(d)/machsch(d), är/sui/s schreibd/machd, mir/ir/se schreibed/mached.
Wechsel des Stammvokals im Singular: Im Deutschen wechselt bei einigen Verben im Präsens der Stammvokal von e zu i, z. B. helfen - Ind. ich helfe, du hilfst, er hilft und Imp. hilf! Im Schwäbischen wechselt bei den entsprechenden Verben der ganze Ind. Sg. den Stammvokal, während er im Imp. Sg. erhalten bleibt.
Beispiele: ässa (essen) - Ind. i iss, du ischd, är issd, Imp. äss!; hälfa - Ind. i hilf, du hilfschd, är hilfd, Imp. hälf!

Einige häufige Verben bilden ihre Pluralformen einheitlich auf -nd, (deutsch nur bei sein Pl. 1. und 3. pers „sind“).
Dazu gehören allgemeinschwäbisch: hao (haben) Pl. hend, sae (sein) Pl. send, doa (tun) Pl. dend, lao (lassen) Pl. lend.
Regional können hinzukommen: gäa (geben) Pl. gend, wella (wollen) Pl. wend, gao (gehen) Pl. gend, selten säa (sehen) Pl. säand.
Der Vokal variiert bei einigen (nicht allen!) dieser Formen regional auch nach a und o, also: hend, hand, hond; gend, gand, gond usw.

Im Konjunktiv treten, regional differenziert, andere Personalendungen auf.

### Das Partizip Perfekt
Es endet bei schwach gebeugten Verben auf -d (regional auch -ed). Bei stark gebeugten Verben gilt die Endung -a.
Beispiele für schwache Beugung: gmach(e)d (gemacht), grächned (gerechnet).

Beispiele für starke Beugung: gläasa (gelesen), gschriba (geschrieben).

Auffällig ist, dass sich im Schwäbischen die Bildung des Partizips Perfekt mittels der Vorsilbe ge- (schwäbisch g-) nur teilweise durchgesetzt hat. Sie unterbleibt bei allen Verben, die mit den Lauten bzw. Buchstaben b/p, d/t (auch bei z = ts), g/k (auch qu = kw) beginnen. Dies gilt ähnlich auch für Alemannisch und Bairisch. Das Englische kommt ganz ohne diese Vorsilbe aus, weitgehend auch das Plattdeutsche.

Beispiele (schwäb./engl./dt.): dao/done/getan, danzd/danced/getanzt, bråchd/brought/gebracht.

## Zeitformen

### Das zusammengesetzte Perfekt
Die zusammengesetzte Form der Vergangenheit ist im Schwäbischen die Regelform der Vergangenheit. Sie ersetzt auch vollständig die einfache Vergangenheit (Präteritum); letztere gibt es im Schwäbischen nicht.
Die Frage, ob es dennoch vom Verbum sein auch das Präteritum war gebe, und dies nicht erst durch neudeutschen Einfluss bedingt sei, ist strittig.

Beispiele (schwäb./dt.): I hao gläasa/ich las, habe gelesen, i hao gmachd/ich tat, habe getan, i be z´ Reidleng gwäa/ich war in Reutlingen, bin in Reutlingen gewesen.

Verben der Bewegung und der Ruhe bilden das Perfekt mit sein und nicht wie im Deutschen mit haben.

Beispiele: I be gschdanda/ich habe gestanden, i be gsässa/ich habe gesessen.

### Das Plusquamperfekt
Es wird nach folgender Regel gebildet: Präsens von haben bzw. sein + Partizip Perfekt des Hauptverbs + Partizip Perfekt von haben bzw. sein.
Beispiele (schwäb./dt.): I hao des Audo edd gsäa gheed/ich hatte dieses Auto nicht gesehen, i be ao doa bliba gwäa/ich war auch dort geblieben.

### Der Konjunktiv I
Im Gegensatz zum Hochdeutschen, in dem der Konjunktiv I nur noch rudimentär vorhanden ist, haben die drei schwäbischen Hilfsverben „doa“ tun, „hao“ haben und „sae“ sein einen vollständig ausgebildeten Konjunktiv I. 

Die entsprechenden Formen lauten 

  doa tun:       i däab, du däabsch(d) usw. 

  hao haben:  i häb, du häbsch(d) usw. 

  sae sein:     i sei, du seiesch(d) usw.
Im südwestschwäbischen Bereich tritt nach „sei“ zusätzlich ein hiatustilgendes n ein: du seineschd, mir/ir/se seine. Der Konjunktiv I wird in diesem Bereich außerdem regelhaft an Stelle des Indikativs gebraucht: „Mir seine z´ Balenga gsae“ Wir waren in Balingen.

### Der Konjunktiv II
Der Indikativ Imperfekt fehlt im Schwäbischen vollständig. Der Konjunktiv Imperfekt ist dagegen bei Hilfsverben und einigen weiteren Verben vorhanden. 

Beispielformen: 

„mir hedded“ wir hätten, „i wär“ ich wäre, „i sodd“ ich sollte, „i keed des edd“ ich könnte das nicht, „i wiisd edd“ ich wüsste nicht.
Sehr auffällig ist, dass der Konjunktiv des hochdeutschen Hilfsverbums „werden“ ganz durch Formen des Verbums „doa“ tun ersetzt wird. Letzteres hat im Schwäbischen, vergleichbar dem englischen „to do“, die Funktion eines Hilfsverbs angenommen. 

Beispielsätze: 

„I däd dees edd“ ich würde das nicht tun; „Wa dädsch du dorzua moena?“ Was würdest du dazu meinen?.

## Nachweise
1. ↑  Friedrich E. Vogt, Schwäbisch in Laut und Schrift, 2. Aufl. 1979, S. 92f.
2. ↑  Vgl. Eduard Huber, Schwäbisch für Schwäben, 2008, S. 41–44.
3. ↑  Vgl. Friedrich E. Vogt, Schwäbisch in Wort und Schrift, 2. Aufl. 1979, S. 94
4. ↑  Vgl. Friedrich E. Vogt, Schwäbisch in Wort und Schrift, 2. Aufl. 1979, S. 94
5. ↑  Friedrich Vogt, Schwäbisch in Laut und Schrift, 2. Aufl. 1979, S. 95f.
6. ↑  Vgl. Ludwig Merkle, Bairische Grammatik, München, 3. Aufl. 1986, S. 102ff
7. ↑  Genaueres, wenn bei einem Wort eine Genusdifferenz zwischen Deutsch und Schwäbisch vorliegt, findet man im Grimmschen Wörterbuch
8. ↑  Karl Bohnenberger, Die Mundarten Württembergs, Stuttgart 1928, S. 42
9. ↑  Eduard Huber, Schwäbisch für Schwaben, 2008, S. 33.
10. ↑  Friedrich E. Vogt, Schwäbisch in Laut und Schrift, 2. Aufl. Stuttgart 1979, ISBN 3-7984-0340-6, S. 126
11. ↑  König/Elspaß/Möller, dtv-Atlas Deutsche Sprache, 18. Aufl. München 2015, ISBN 978-3-423-03025-0, S. 158f
12. ↑  Vgl. den legendären bayrischen Satz des Münchener Oberbürgermeisters beim Fassanstich zu Beginn des Oktoberfests: „O’zapft is“ = deutsch „Es ist angezapft“.
13. ↑  Vgl. Eduard Huber, Schwäbisch für Schwaben, 2009, S. 30; Roland Groner, Gschrieba wia gschwätzt, 2007, S. 113.